# Witchcult Today
Witchcult Today è il sesto album discografico del gruppo inglese Electric Wizard, pubblicato nel 2007.
Per la registrazione, avvenuta al Rag Studios, è stata utilizzata esclusivamente attrezzatura degli anni settanta. Il gruppo ha prese spunto da film horror, infatti Satanic Rites of Drugula è una citazione di I satanici riti di Dracula (in inglese The Satanic Rites of Dracula) e Dunwich fa riferimento a L'orrore di Dunwich (The Dunwich Horror) scritto da Howard Phillips Lovecraft.
L'album è stato pubblicato da Rise Above Records per il Regno Unito, da Candlelight Records per gli USA e da Leaf Hound Records per il Giappone. Rise Above Records ha realizzato più di una serie limitata dell'album in vinile.

## Tracce
1. Witchcult Today – 7:54
2. Dunwich – 5:34
3. Satanic Rites of Drugula – 6:06
4. Raptus – 2:13
5. The Chosen Few – 8:19
6. Torquemada '71 – 6:42
7. Black Magic Rituals & Perversions – 11:01
I. Frisson Des Vampires
II. Zora
8. Saturnine – 11:04
9. Raptus Reprise – 2:21 (solo nell'edizione giapponese)

## Formazione
- Jus Oborn - voce, chitarra ritmica, sitar
- Liz Buckingham - chitarra solista, tastiere, pianoforte
- Rob Al-Issa - basso
- Shaun Rutter - batteria, percussioni